# NGC 4910
NGC 4910 је спирална галаксија у сазвежђу Девица која се налази на NGC листи објеката дубоког неба.
Деклинација објекта је + 1° 34' 32" а ректасцензија 12h 58m 0,9s. Привидна величина (магнитуда) објекта NGC 4910 износи 11,3 а фотографска магнитуда 12,1. Налази се на удаљености од 15,6000 милиона парсека од Сунца. NGC 4910 је још познат и под ознакама NGC 4845, UGC 8078, MCG 0-33-25, CGCG 15-49, IRAS 12554+0150, PGC 44392.